# Mazda Vision Coupé
La Mazda Vision Coupé est un concept car du constructeur automobile Japonais Mazda, présenté au salon de Tokyo en 2017.
Elle succède au concept Mazda Vision RX et son design s'inscrit dans le style "Kodo" de Mazda, elle se présente sous la forme d'un long coupé à quatre portes, elle adopte un toit panoramique intégral et préfigure les futurs modèles de série.
Elle est élue plus beau concept car de l'année lors du salon de l'automobile de Paris puis en mars lors du Festival Automobile International et recevra ce prix à l'occasion du 11e Car Design Night de Genève.

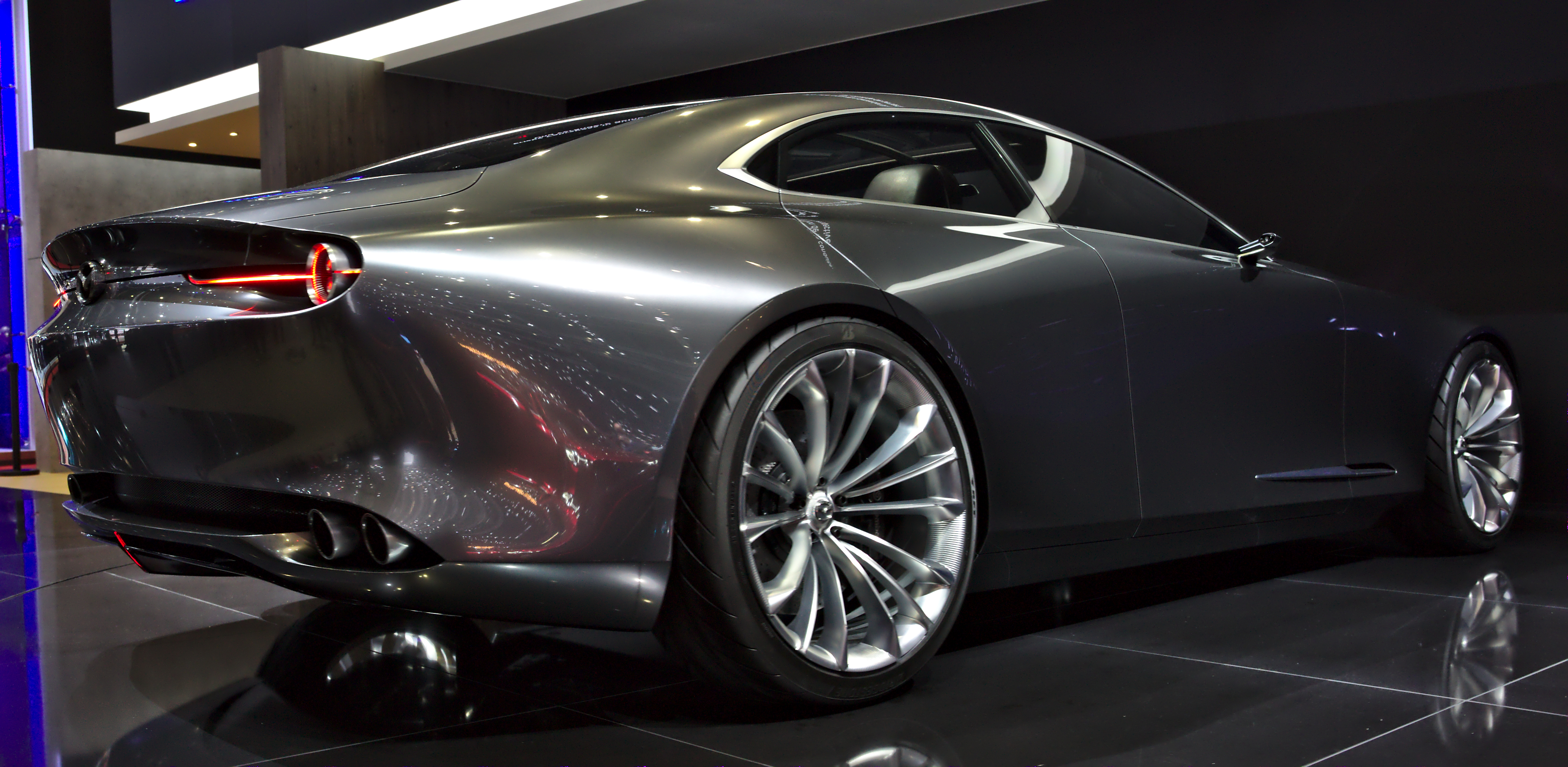
La Mazda Vision Coupé (vue arrière)